# Доронин, Михаил Павлович
Михаил Павлович Доронин (коми Доронин Паш Миш; 4 сентября 1902, Шыладор, Усть-Сысольский уезд, Вологодская губерния — 13 декабря 1939, Магадан) — коми писатель, поэт, критик и публицист. Член Союза писателей СССР с 1934 года.

## Биография
Родился 4 сентября 1902 года в селе Шыладор Усть-Сысольского уезда Вологодской губернии в бедной крестьянской семье. В 1921 году окончил советско-партийную школу, после чего работал в качестве делопроизводителя и секретаря волисполкома. Отслужил в Красной Армии, после чего работал пропагандистом Усть-Вымского укома партии большевиков. С 1927 по 1930 годы работал в должности председателя волисполкома, а затем был председателем Удорского райисполкома. В 1930-х годах Михаилом Дорониным были пройдены курсы редакторов и газетных работников. С 1930 года Доронин работает в областной газете и Коми книжном издательстве. Был делегатом I Всесоюзного съезда советских писателей. С 1935 года он возглавлял коми писательскую организацию, стал редактором литературно-художественного и общественно-политического журнала под названием «Ударник». В этот период он вёл большую организаторскую работу как председатель Союза Коми писателей и выступал в качестве критика и публициста. Был автором стихотворений. Его произведения публиковались под псевдонимом Шыладорса Миш (Михаил из Шыладора). Больше всего, однако, Михаил проявил себя в жанрах критической статьи, заметки, рецензии. В 1937 году Доронин был репрессирован. Как многие писатели тех лет, он был ложно обвинён в «буржуазном национализме» и «сепаратизме».
Умер 13 декабря 1939 года в лагерной больнице города Магадана. Был реабилитирован 3 августа 1956 года.